# 更埴中継局
更埴中継局（こうしょくちゅうけいきょく）は、長野県千曲市（旧更埴市）に設置されていたアナログテレビジョン放送の中継局である。

## 中継局概要
- 所在地：長野県千曲市屋代（一重山）

| 放送局名      | チャンネル | 空中線電力 | ERP | 放送対象地域 | 放送区域内世帯数 | 開局日 |
| ------------- | ---------- | ---------- | --- | ------------ | ---------------- | ------ |
| NHK長野総合   | 56ch       | 0.1W       | -W  | 長野県       | -世帯            | 不明   |
| NHK長野教育   | 58ch       | 0.1W       | -W  | 全国         | -世帯            | 不明   |
| SBC信越放送   | 60ch       | 0.1W       | -W  | 長野県       | -世帯            | 不明   |
| NBS長野放送   | 54ch       | 0.1W       | -W  | 長野県       | -世帯            | 不明   |
| TSBテレビ信州 | 52ch       | 0.1W       | -W  | 長野県       | -世帯            | 不明   |

- 2011年7月24日をもってすべて廃止された。
- abnは中継局を設置しなかったため、善光寺平中継局もしくは戸倉上山田中継局の電波を受信していた。
- 地上デジタルテレビジョン放送については、善光寺平中継局もしくは戸倉上山田中継局でカバーされるため、廃局となった。